# Mauricio Tolmasquim

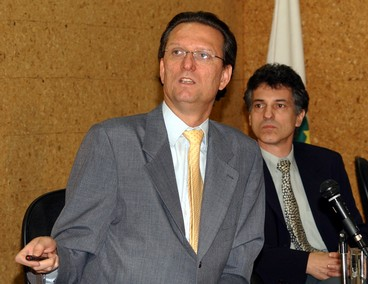
Maurício Tolmasquim, Presidente de la Empresa de Investigación Energética y Bazileu Alves Margarido Neto, Presidente de Ibama.

Mauricio Tiomno Tolmasquim es un ingeniero y político brasileño. Actual Presidente de la Empresa de Investigación Energética, una entidad afiliada al Ministerio de Minas y Energía. 
En 1981, se graduó en Ingeniería de producción por la Universidad Federal de Río de Janeiro (UFRJ), y en 1982, en ciencias económicas por la Universidad del Estado de Río de Janeiro (UERJ). En 1984 obtuvo la Maestría en planeamiento energético por la UFRJ y, en 1990, concluyó su doctorado en Socio Economía del Desarrollo en la École des hautes études en sciences sociales (EHESS) de Francia. 
Es profesor asociado licenciado del COPPE/UFRJ. Fue secretario ejecutivo y Ministro interino de Minas y Energía en el gobierno de Luiz Inácio Lula da Silva, donde coordinó el grupo de trabajo que elaboró un nuevo modelo del sector eléctrico.
| Predecesor: Dilma Rousseff | Ministro de Minas y Energía de Brasil 2005 | Sucesor: Silas Rondeau |

- Datos: Q2884285
- Multimedia: Mauricio Tolmasquim / Q2884285